# Siegfried Müller (Landrat)
Siegfried Müller (* 16. November 1900 in Burkersdorf bei Zittau; † 15. August 1942 bei Dolgaja) war ein deutscher Jurist, Amtshauptmann und Landrat.

## Leben und Wirken
Nach dem Schulbesuch studierte er Rechtswissenschaft und promovierte zum Dr. jur. Er wurde Oberleutnant und Kompanieführer. Später trat in den sächsischen Verwaltungsdienst und wurde zum Regierungsrat ernannt. Als solcher wurde er in  Nachfolge von Georg von Zobel im Juli 1938 zum kommissarischen Amtshauptmann in der Amtshauptmannschaft Pirna eingesetzt, aus der 1939 der Landkreis Pirna hervorging. Adolf Hitler ernannte ihn im Juli 1939 zum Landrat von Pirna. Zum 1. Mai 1933 trat er der NSDAP bei (Mitgliedsnummer 2.965.798) und war SA-Mitglied. Er starb während des Zweiten Weltkrieges an den Folgen einer Schussfraktur des rechten Oberschenkels mit anschließender Amputation.

## Auszeichnungen
- Kriegsverdienstkreuz 2. Klasse mit Schwertern
- Bulgarischer Militärverdienstorden 4. Klasse mit Kriegsdekoration